# Loukas Vyntra
Loukas Vyntra (Město Albrechtice, 5 de febrero de 1981) es un exfutbolista checo-griego. Juega de defensa y su equipo último equipo fue el Lamia FC de la Superliga de Grecia.Actualmente se encuentra sin equipo.

## Vida personal
Vyntra nació en Město Albrechtice, Checoslovaquia (actual República Checa). Su padre era checo y su madre griega, por eso tiene doble nacionalidad. 

## Trayectoria

### Paniliakos F.C.
Vyntra firmó su primer contrato profesional en 1999 con el Paniliakos FC, después de haber estado una temporada en el modesto Alompodos Aridaia. Sin embargo tras no jugar apenas esa temporada, al año siguiente fue cedido al Veria FC de la Tercera División griega. Volvió al Paniliakos al final de la temporada, y rápidamente se estableció en el 11 inicial, ayudándoles a ganar el ascenso a la Superliga de Grecia en la 2002/03. Haciendo su debut en la máxima categoría durante la 2003/04, Vyntra jugó tan solo 8 partidos en su primera temporada al completo en primera con el Paniliakos.

### Panathinaikos F.C.
Panathinaikos no tardó en darse cuenta de su potencial y trajo Vyntra a Atenas en 2004, haciendo un impacto inmediato en el club, Vyntra se convirtió en un habitual para Panathinaikos desde su primera temporada vistiendo la verde y blanca. A pesar de su éxito en el club, Vyntra en ocasiones se escrutó por su falta de consistencia en defensa. Sin embargo, Vyntra fue versátil en la parte de atrás del Panathinaikos ya que tiende a cambiar entre jugar en el lado derecho y el centro de la defensa. Debutó con su nuevo club el 25 de enero de 2004 en un partido contra el AEK de Atenas. Con este equipo consigue un doblete (Liga y Copa) en su primera temporada, aunque ese año no disfrutó de muchas oportunidades, ya que jugó solo 5 partidos. El 29 de septiembre del mismo año (pero ya de la siguiente temporada), hizo su debut a las competiciones europeas en la derrota por 1-0 contra el PSV Eindhoven para la UEFA Champions League. 
En el verano de 2007, el Hertha BSC se acercó al jugador, pero el Panathinaikos no quería venderlo a menos que encontraran una gran oferta. Es un jugador muy trabajador bueno en la lucha y el marcado y es elegido por todos sus gerentes para el once inicial, su falta de estabilidad lo convirtió en el blanco de las quejas y que ha recibido la más reciente incapacidad para ganar títulos. Sin embargo, su nuevo entrenador, Henk ten Cate, ha estado utilizando Vyntra principalmente como defensa central para la temporada 2008-2009 y le ofreció mucho apoyo ayudándole a construir su confianza.Aunque el centro de la defensa siguió siendo un problema para el equipo, Vyntra ganó más respeto y apoyo de los aficionados. Durante la temporada 2009-2010 fue uno de los jugadores clave, disfrutando de una temporada particularmente memorable y ayudando Panathinaikos al doblete, alcanzando 50 partidos en competición europea. También puso fin a la campaña para aparecer en los tres partidos de Grecia en la Copa Mundial de la FIFA 2010.
Vyntra también fue utilizado principalmente como centrocampista defensivo o de vuelta para el Panathinaikos, y más recientemente se movió hacia el centro de la defensa. También jugó algunos partidos como lateral izquierdo en 2008. Además de su versatilidad, es un defensor muy rápido, buena en estrecha marcado y despeje. 
Descrito por sus críticos como propenso a errores, el mayor activo de Vyntra es su capacidad atlética natural: ha dirigido constantemente a sus compañeros de equipo en todas las pruebas de aptitud física, que es incansable, y nunca ha sufrido una sola lesión. 
Entre sus logros con el equipo griego, anotó dos goles memorables durante la 2004/05, uno contra el Arsenal F.C. en la Liga de Campeones y uno ante el Sevilla F. C. en la Copa de la UEFA. Anotó 2 goles importantes en el derbi griego contra el PAOK Salónica el 8 de febrero de 2009. Dos temporadas más tarde el 16 de octubre de 2010 anotó el gol de la victoria ante el PAOK de nuevo. 

### Levante U. D.
En el mercado invernal de la temporada 2012/2013 forzó su salida, al no contar para el entrenador. Estuvo unos meses medio apartado del equipo y tras un altercado en un entrenamiento con el cuerpo técnico el cual llegó a las manos, el club decidió rescindir su contrato. A pesar de todo la afición despidió a Loukas con mucho cariño. Ese mismo mercado llegó al Levante U. D. en calidad de jugador libre. Tras la segunda mitad de su primera temporada en el equipo granota, el jugador griego consiguió hacerse indiscutible en el centro de la zaga del conjunto valenciano, siendo uno de los pilares para Joaquín Caparrós.
El 19 de enero de 2014 marcó su primer gol con el club en el empate 1-1 ante el F.C. Barcelona. Vyntra llegó cabeceó a las mallas de la portería de Víctor Valdés un medido centro de Andreas Ivanschitz después de 10 El 25 de enero de 2014, el Levante consiguió una importante victoria sobre el Sevilla F. C. por 2-3 dominante en un partido apasionante en el Sánchez Pizjuán, Vyntra anotó de nuevo un importante gol de cabeza que sirvió para la remontada de los granotas. Diez días más tarde, en el partido de vuelta de los cuartos de final de la Copa del Rey, el Levante sorprendió a la campeones de España para tomar la delantera en la noche tan temprano como Vyntra mandó un balón al ángulo inferior de la portería del Barça, pero el Barcelona empataó justo antes de los 30 minutos y finalmente triunfaron por 1-5 y 9-2 en el global. 
El 4 de mayo de 2014 un par de días después de que el Atlético Madrid llegara a la final de la UEFA Champions League, el Levante se aprovechó de un equipo claramente desgastado y se sacó una impresionante victoria por 2-0 sobre los líderes de la liga. Fue el Atléti quien dio dos sustos. Uno de ellos, en el minuto 63 obra de Filipe Luis, cuyo disparo desde dentro del área fue bloqueado en la línea de seis por Loukas Vyntra. El defensa griego fue uno de los jugadores clave en esta victoria.
La temporada 2014/15 la empieza de nuevo como jefe de la zaga al lado de David Navarro, primero a las órdenes de José Luis Mendilibar, y luego a las de Lucas Alcaraz. Con este último llegó a jugar dos partidos en el lateral derecho, aunque luego volvió al centro de la zaga.

## Selección nacional
Participó en los Juegos Olímpicos de Atenas de 2004, donde jugó los tres encuentros que la selección olímpica de su país disputó en el torneo.
Ha sido internacional con la selección de fútbol de Grecia en 57 ocasiones. Su debut como internacional se produjo el 8 de junio de 2005 en el partido Grecia 1 - 0 Ucrania.
Jugó la Copa Confederaciones 2005 con su selección, donde disputó dos partidos como titular.
Fue convocado para participar en la Eurocopa 2008, donde jugó el partido que su selección perdió frente a España (1-2).
El 19 de mayo de 2014, el entrenador de la selección griega Fernando Santos incluyó a Vytra en la lista final de 23 jugadores que representarán a Grecia en la Copa Mundial de Fútbol de 2014 en Brasil.

### Participaciones en Copas del Mundo
| Mundial                        | Sede      | Resultado        |
| ------------------------------ | --------- | ---------------- |
| Copa Mundial de Fútbol de 2010 | Sudáfrica | Primera fase     |
| Copa Mundial de Fútbol de 2014 | Brasil    | Octavos de final |

## Clubes
| Club              | País   | Año         |
| ----------------- | ------ | ----------- |
| Almopos Aridaia   | Grecia | 1998-1999   |
| Paniliakos FC     | Grecia | 1999-2000   |
| Veria FC          | Grecia | 2000-2001   |
| Paniliakos FC     | Grecia | 2001-2004   |
| Panathinaikos FC  | Grecia | 2004-2012   |
| Levante U. D.     | España | 2013 - 2015 |
| Hapoel Tel Aviv   | Israel | 2015 - 2016 |
| AC Omonia Nicosia | Chipre | 2016 - 2019 |
| Lamia FC          | Grecia | 2019 -      |

## Estadísticas
| Club          | Temporada     | Liga     | Liga  | Copa     | Copa  | Europa   | Europa | Total    | Total |
| Club          | Temporada     | Partidos | Goles | Partidos | Goles | Partidos | Goles  | Partidos | Goles |
| ------------- | ------------- | -------- | ----- | -------- | ----- | -------- | ------ | -------- | ----- |
| Paniliakos    | 1999-00       | 4        | 0     | 0        | 0     | 0        | 0      | 4        | 0     |
| Veria         | 2000–01       | 24       | 0     | 0        | 0     | 0        | 0      | 24       | 0     |
| Paniliakos    | 2001–02       | 26       | 2     | 1        | 0     | 0        | 0      | 27       | 2     |
| Paniliakos    | 2002–03       | 29       | 2     | 1        | 0     | 0        | 0      | 30       | 2     |
| Paniliakos    | 2003–04       | 8        | 0     | 1        | 0     | 0        | 0      | 9        | 0     |
| Panathinaikos |               |          |       |          |       |          |        |          |       |
| 2003–04       | 5             | 0        | 3     | 0        | 0     | 0        | 8      | 0        |       |
| 2004–05       | 27            | 0        | 3     | 0        | 7     | 1        | 37     | 1        |       |
| 2005–06       | 23            | 0        | 1     | 0        | 6     | 0        | 30     | 0        |       |
| 2006–07       | 26            | 0        | 6     | 0        | 8     | 0        | 40     | 0        |       |
| 2007–08       | 23            | 0        | 1     | 0        | 7     | 0        | 31     | 0        |       |
| 2008–09       | 30            | 2        | 3     | 0        | 12    | 0        | 45     | 2        |       |
| 2009–10       | 24            | 4        | 5     | 0        | 13    | 1        | 42     | 5        |       |
| 2010–11       | 31            | 2        | 3     | 2        | 6     | 0        | 40     | 4        |       |
| 2011–12       | 24            | 0        | 2     | 1        | 4     | 0        | 30     | 1        |       |
| 2012–13       | 14            | 2        | 1     | 0        | 9     | 0        | 24     | 2        |       |
| Levante       | 2012–13       | 15       | 0     | 0        | 0     | 0        | 0      | 15       | 0     |
| Levante       | 2013-14       | 33       | 2     | 5        | 1     | 0        | 0      | 38       | 3     |
| Levante       | 2014-15       | 5        | 0     | 0        | 0     | 0        | 0      | 5        | 0     |
| Total carrera | Total carrera | 371      | 16    | 36       | 4     | 75       | 2      | 482      | 22    |

## Palmarés
- 1 Liga griega (Panathinaikos FC, 2004)
- 1 Copa de Grecia (Panathinaikos FC, 2004)